# Фрідріх Маршал Біберштайн
Фрідріх Маршал Біберштайн (нім. Friedrich August Marschall von Bieberstein; 30 липня 1768 — 28 червня 1826) — німецький дослідник флори та археології південної частини Російської імперії. Він склав перший комплексний флористичний каталог Кримсько-Кавказького регіону.

## Біографія
Його наукова діяльність почалася в 1792 р., коли він перейшов на службу в російській армії в Криму. Він жив у Росії, а пізніше був радником Імператорської російського ради, директором відділу шовківництва, куратором «Flora Taurico Caucasia». Проводив експедиції на південь Російської імперії, особливо на Кавказ та Крим. Він опублікував інформацію про топографію, історію, економіку, населення та, звичайно, про флору та фауну. Після його смерті гербарій з 8 000–10 000 зразків рослин передано до Петербурзької Академії наук і зараз він зберігається Інститутом ботаніки ім. Комарова. Біберштайном описано кілька нових видів рослин.

## Твори
- Centuria Plantarum Rariorum Rossiae Meridionalis[es] — книга з ботаніки, яка була видана в Харкові в 1810-х рр.

## Вшанування
На його честь названо рід рослин Biebersteinia і кілька десятків видів рослин (напр. Carlina biebersteinii, Cerastium biebersteinii, Linaria biebersteinii, Trinia biebersteinii).